# Rhips ornata
Rhips ornata är en rundmaskart som beskrevs av Nathan Augustus Cobb 1920. Rhips ornata ingår i släktet Rhips och familjen Chromadoridae. Inga underarter finns listade i Catalogue of Life.